# Mistrzostwa Świata w Kolarstwie Torowym 2023
120. Mistrzostwa Świata w Kolarstwie Torowym 2023 – zawody sportowe, które odbyły się w dniach 3–9 sierpnia 2023 roku na torze kolarskim Sir Chris Hoy Velodrome w Glasgow w Wielkiej Brytanii, w ramach pierwszych Mistrzostw Świata w Kolarstwie.
W sumie zorganizowano 22 konkurencje, po 11  dla kobiet i mężczyzn, które odbyły się w ramach zintegrowanego harmonogramu z równoległymi Mistrzostwami Świata w Parakolarstwie Torowym 2023.

## Medaliści

### Mężczyźni
| Konkurencja                        | Złoto                                                                                              | Srebro                                                                                  | Brąz                                                                        |
| ---------------------------------- | -------------------------------------------------------------------------------------------------- | --------------------------------------------------------------------------------------- | --------------------------------------------------------------------------- |
| Sprint indywidualny                | Harrie Lavreysen                                                                                   | Nicholas Paul                                                                           | Jack Carlin                                                                 |
| Wyścig na 1000 metrów              | Jeffrey Hoogland                                                                                   | Matthew Glaetzer                                                                        | Thomas Cornish                                                              |
| Wyścig indywidualny na dochodzenie | Filippo Ganna                                                                                      | Daniel Bigham                                                                           | Jonathan Milan                                                              |
| Wyścig drużynowy na dochodzenie    | Dania Niklas Larsen · Carl-Frederik Bévort · Lasse Norman Leth · Rasmus Pedersen · Frederik Madsen | Włochy Filippo Ganna · Francesco Lamon · Jonathan Milan · Manlio Moro · Simone Consonni | Nowa Zelandia Aaron Gate · Campbell Stewart · Thomas Sexton · Nick Kergozou |
| Sprint drużynowy                   | Holandia Roy van den Berg · Harrie Lavreysen · Jeffrey Hoogland                                    | Australia Leigh Hoffman · Matthew Richardson · Matthew Glaetzer · Thomas Cornish        | Francja Florian Grengbo · Sébastien Vigier · Rayan Helal                    |
| Keirin                             | Kevin Quintero                                                                                     | Matthew Richardson                                                                      | Shinji Nakano                                                               |
| Scratch                            | William Tidball                                                                                    | Kazushige Kuboki                                                                        | Tuur Dens                                                                   |
| Wyścig punktowy                    | Aaron Gate                                                                                         | Albert Torres                                                                           | Fabio Van den Bossche                                                       |
| Madison                            | Holandia Jan-Willem van Schip · Yoeri Havik                                                        | Wielka Brytania Oliver Wood · Mark Stewart                                              | Nowa Zelandia Aaron Gate · Campbell Stewart                                 |
| Omnium                             | Iúri Leitão                                                                                        | Benjamin Thomas                                                                         | Shunsuke Imamura                                                            |
| Wyścig eliminacyjny                | Ethan Vernon                                                                                       | Dylan Bibic                                                                             | Elia Viviani                                                                |

### Kobiety
| Konkurencja                        | Złoto                                                                                       | Srebro                                                                           | Brąz                                                                                       |
| ---------------------------------- | ------------------------------------------------------------------------------------------- | -------------------------------------------------------------------------------- | ------------------------------------------------------------------------------------------ |
| Sprint indywidualny                | Emma Finucane                                                                               | Lea Friedrich                                                                    | Ellesse Andrews                                                                            |
| Wyścig na 500 metrów               | Emma Hinze                                                                                  | Kristina Clonan                                                                  | Lea Friedrich                                                                              |
| Wyścig indywidualny na dochodzenie | Chloé Dygert                                                                                | Franziska Brauße                                                                 | Bryony Botha                                                                               |
| Wyścig drużynowy na dochodzenie    | Wielka Brytania Katie Archibald · Elinor Barker · Josie Knight · Anna Morris · Megan Barker | Nowa Zelandia Michaela Drummond · Ally Wollaston · Emily Shearman · Bryony Botha | Francja Marion Borras · Valentine Fortin · Clara Copponi · Marie Le Net · Victoire Berteau |
| Sprint drużynowy                   | Niemcy Pauline Grabosch · Emma Hinze · Lea Friedrich                                        | Wielka Brytania Lauren Bell · Sophie Capewell · Emma Finucane                    | Chiny Guo Yufang · Bao Shanju · Yuan Liying                                                |
| Keirin                             | Ellesse Andrews                                                                             | Martha Bayona                                                                    | Lea Friedrich                                                                              |
| Scratch                            | Jennifer Valente                                                                            | Maike van der Duin                                                               | Michaela Drummond                                                                          |
| Wyścig punktowy                    | Lotte Kopecky                                                                               | Georgia Baker                                                                    | Tsuyaka Uchino                                                                             |
| Madison                            | Wielka Brytania Neah Evans · Elinor Barker                                                  | Australia Georgia Baker · Alexandra Manly                                        | Francja Victoire Berteau · Clara Copponi                                                   |
| Omnium                             | Jennifer Valente                                                                            | Amalie Dideriksen                                                                | Lotte Kopecky                                                                              |
| Wyścig eliminacyjny                | Lotte Kopecky                                                                               | Valentine Fortin                                                                 | Jennifer Valente                                                                           |

### Tabela medalowa
| Miejsce | Państwo           | złoto | srebro | brąz | Razem |
| ------- | ----------------- | ----- | ------ | ---- | ----- |
| 1.      | Wielka Brytania   | 5     | 3      | 1    | 9     |
| 2.      | Holandia          | 4     | 1      | 0    | 5     |
| 3.      | Stany Zjednoczone | 3     | 0      | 1    | 4     |
| 4.      | Niemcy            | 2     | 2      | 2    | 6     |
| 5.      | Nowa Zelandia     | 2     | 1      | 5    | 8     |
| 6.      | Belgia            | 2     | 0      | 3    | 5     |
| 7.      | Włochy            | 1     | 1      | 2    | 4     |
| 8.      | Dania             | 1     | 1      | 0    | 2     |
| 8.      | Kolumbia          | 1     | 1      | 0    | 2     |
| 10.     | Portugalia        | 1     | 0      | 0    | `     |
| 11.     | Australia         | 0     | 6      | 1    | 7     |
| 12.     | Francja           | 0     | 2      | 3    | 5     |
| 13.     | Japonia           | 0     | 1      | 3    | 4     |
| 14.     | Hiszpania         | 0     | 1      | 0    | 1     |
| 14.     | Kanada            | 0     | 1      | 0    | 1     |
| 14.     | Trynidad i Tobago | 0     | 1      | 0    | 1     |
| 17.     | Chiny             | 0     | 0      | 1    | 1     |